# Museu d'història natural

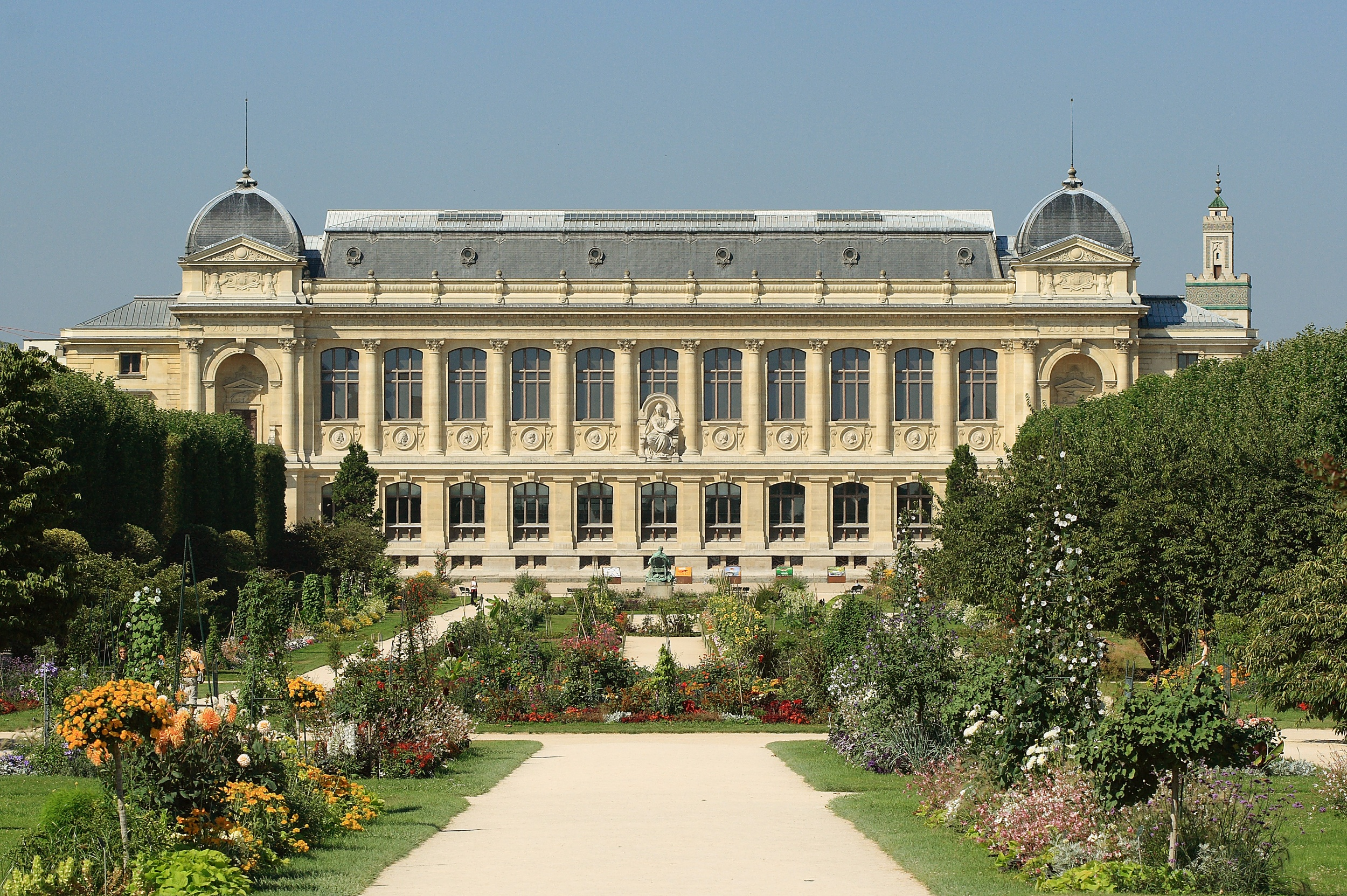
El 1635, el Jardí Reial de les Plantes Medicinals (l'actual Museu Nacional d'Història Natural de França) fou el primer museu modern d'història natural.

Un museu d'història natural o museu de ciències naturals és una institució científica amb col·leccions d'història natural que serveixen de referències del món natural, principalment per a la comunitat científica però també per al gran públic en tant que eines de divulgació del coneixement. Les col·leccions d'un museu d'història natural inclouen normalment registres actuals i històrics d'animals, plantes, fongs, ecosistemes, geologia, paleontologia, climatologia i molt més.
El paper principal d'un museu d'història natural és el de proporcionar a la comunitat científica exemplars actuals i històrics per a la seva recerca, amb l'objectiu de millorar la comprensió del món natural. Alguns museus tenen exposicions públiques per compartir la bellesa i la meravella del món natural amb el públic; aquests són anomenats "museus públics". Alguns museus tenen col·leccions d'història no natural, a més de les seves col·leccions primàries, com ara les relacionades amb la història, l'art i la ciència.
Els gabinets renaixentistes de curiositats eren col·leccions privades que normalment incloïen exemplars exòtics d'història natural, de vegades falsificats, juntament amb altres tipus d'objectes. El primer museu d'història natural va ser possiblement el de l'erudit suís Conrad Gessner, establert a Zúric a mitjans del segle xvi. El Museu Nacional d'Història Natural de França, establert a París l'any 1635, va ser la primera institució que va tenir la forma que avui es reconèixer com a museu d'història natural. Els primers museus d'història natural van oferir accessibilitat limitada, ja que en general eren col·leccions privades o tenien possessió de societats científiques. El Museu Ashmolean, inaugurat el 1683, va ser el primer museu d'història natural que va permetre l'admissió al públic en general.